# Carpio (Castille-et-León)
Pour les articles homonymes, voir Carpio.
Carpio est une commune de la province de Valladolid dans la communauté autonome de Castille-et-León en Espagne.

## Sites et patrimoine
- Église paroissiale Santiago Apóstol.

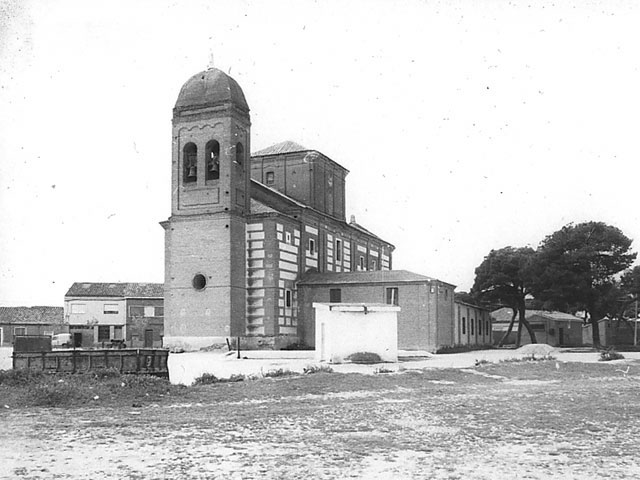
Église Santiago Apóstol. Fondation Joaquín-Díaz.
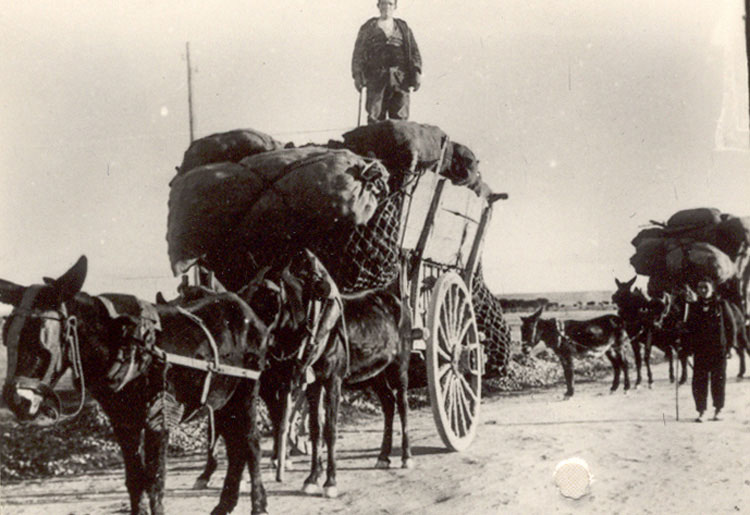
Charrettes et mules (dans un ouvrage de 1962). Fondation Joaquín-Díaz.